# Кралски замък на Монкалиери
Кралският замък на Монкалиери (на италиански: Castello Reale di Moncalieri) се намира на върха на хълм в историческия център на град Монкалиери, регион Пиемонт, Северна Италия. Заедно с някои от другите Савойски кралски резиденции той е в списъка на ЮНЕСКО за световното културно и природно наследство от 1997 г. насам. В него е разположена казармата на карабиниерите „Майор Алфредо Серанти“ – седалище на Първи полк на карабиниерите „Пиемонт“.
От декември 2014 г. италианското Министерството на културното наследство и дейности го управлява чрез Музеен комплекс Пиемонт, който през декември 2019 г. става Регионална дирекция за музеите.

## История

### Произход на замъка
Около 1200 г. савойският граф Томас I Савойски построява на този хълм, доминиращ прехода на река По в точка, където ширината ѝ е относително малка, тъй като все още не е получила водите на реките Сангоне и Дора Рипария, масивна крепост за контрол на достъпа южно от град Торино. Монкалиери всъщност е входът към Торино по улица Асти подобно на град Риволи, който е входът му по ул. Франча. От Монкалиери нататък река По окончателно се приближава към хълмовете, за да върви непрекъснато на изток от града.
През втората половина на 15 век под властта на херцогиня Йоланда Френска – съпруга на херцог Амадей IX Савойски примитивната структура е разширена, за да стане херцогска резиденция и да се превърне във „вила на насладите“ – така, предназначена за развлечения, ваканция и лов. Там през 1475 г. е сключен Договорът от Монкалиери между херцогиня Йоланда, Карл – херцог на Бургундия и Джан Галеацо Мария Сфорца – херцог на Милано.
Херцог Емануил Филиберт Савойски използва замъка като резиденция от време на време.
Херцог Карл Емануил I Савойски – негов наследник започва работите по разширението на древното имение, които продължават по заповед на херцог Виктор Амадей I Савойски и кралската мадам Мария Кристина Бурбон-Френска, дъщеря на френския крал Анри IV, превръщайки замъка за 60 години, в който върху него работят, често припокривайки своите творби, архитектите Амедео ди Кастеламонте, Андреа Костагута, Карло Морело и др., довеждайки го до настоящата конфигурация. От четирите оригинални кръгли кули две са видими на фасадата, но покрити с тухли през 18 век, докато третата кула е извадена на бял свят по време на неотдавнашните реставрационни дейности и се вижда при обиколката на кралския апартамент на принцеса Мария Летиция, разположен на партера. През този дълъг период са направени промени и на горния парк, чиято повърхност е разширена; създадени са градини и фонтани, дело на Виньон.

### В Кралство Сардиния
Замъкът е любимата резиденция на херцог Виктор Амадей II, който умира там след абдикацията си в полза на сина му Карл Емануил III. Синът държи баща си и втората му съпруга като затворници там след опита на Виктор Амадей да си върне трона.
По време на управлението на краля на Сардиния Карл Емануил III Савойски замъкът е обект на многобройни интервенции под ръководтсвото на архитект Бенедето Алфиери, като по този начин започва постоянна фаза на разкрасяване. Нейният връх е достигнат през 1775 г. благодарение на намесата на архитекта от Месина Франческо Мартинес по време на управлението на Виктор-Амадей III. Към него се присъединяват архитектите Джачинто Байс, Пиетро Мосо д'Адорно и Ревели. Работите включват изграждането на параклиса в близост до главното стълбище, промяната на вътрешната фасада, изграждането на „Carrozzere“ на площада пред замъка – сегашната Градина на розите, ремонт на апартаментите, ремонтни дейности с площ от 100 m² на парка и на парка отгоре под ръководството на Мишел Бернар и Марио Лудовико Куарини.
Виктор-Амадей III умира в замъка през 1796 г., а синът му Виктор-Емануил I – през 1824 г. след абдикация в полза на брат си Карл Феликс Савойски през 1821 г.
Пристигането на френските войски (Монкалиери е първият замък, окупиран от французите при настъплението през 1798 г. в Пиемонт) нанася сериозни щети: той е използван като казарма, военна болница и затвор, докато част от парка е използван като гробище.
Обратно в ръцете на Савоя с Реставрацията, Виктор Емануил I през 1817 г. започва реставрационни дейности на комплекса: дългите странични ръкави са снабдени с големи картини, изобразяващи делата на владетелите. Главното стълбище е преустроено, като се изгражда сегашното с три полета и скулптурите се дело на професор Джакомо Спала, който възстановява частите от старата сграда. В същото време са преустроени съседните апартаменти. В дъното на главния двор е построена Конната зона (Cavallerizza).
След Карл Феликс Савойски, който царува едно десетилетие, понеже първородният клон на Савоя е изчезнал, през 1831 г. наследяването на трона преминава към клона Савоя-Каринян с Карл Алберт Великодушния. Той избира замъка за своя кралска резиденция, като прави допълнителни модернизации, особено на интериора, и замъкът става седалище на младите принцове, които учат там.
По време на Рисорджименто Виктор Емануил II, който предпочита замъка пред Кралския дворец в Торино, освен че продължава традицията и го превръща в школа за децата си, кара да обзаведат множество апартаменти според вкуса му, включително и този, предназначен за него и за съпругата му Мария-Аделхайд Хабсбург-Лотарингска, който претърпява реставрация и разкрасяване под ръководството на Джузепе Деверс. Той придава еклектичен отпечатък от втората половина на 19 век, почти напълно изтривайки спомените от миналите векове.
На 20 ноември 1849 г. в замъка е подписана известната Прокламация от Монкалиери, с която кралят разпуска Камарата на депутатите на Кралство Сардиния и призовава избирателите да подкрепят ролята на министър-председателя Масимо д'Адзельо в полза на одобряването на мирния договор с Австрия.
През този период са извършени нови работи, документирани от „Свидетели на гражданските инженери“ („I testimoniali di Stato del Genio Civile“), дело на арх. Фолиети и на инж. Джузепе Тонта. Стълбището на югоизточния павилион е разрушено и след това възстановено чрез добавянето на допълнително тяло, различните апартаменти са модифицирани чрез присвояване на различно разпределение на стаите; в източната част на замъка е построен нов атриум; построени са източната и западната странични сгради. В парка е построена кулата Торе дел Роколо, Нимфеумът от 18 век е разширен чрез изграждането на оранжерии: в центъра на двора е построена голяма цистерна за събиране на вода и е създадено малко езеро.

### В Кралство Италия
През втората половина на века замъкът е резиденция на кралиците майки и кралските принцеси, сред които принцеса Мария Клотилда Савойска, дъщеря на Виктор Емануил II, и нейната дъщеря Мария-Летиция Бонапарт, която умира там на 25 октомври 1926 г.
От 1927 г. замъкът на Монкалиери е седалище на Школата за офицери на артилерията на торинския армейски корпус. Той е такъв до края на 1943 г., когато става команден щаб на Републиканската национална гранична гвардия.

### След Втората световна войната
През ноември 1945 г. замъкът е предназначен за карабинерите, които прехвърлят батальона на школниците от Торино, заменен през 1948 г. от Школата за подофицери, разположен преди това във Флоренция. През 1969 г. школата е преместена във Велетри и през същата година командването на Първи батальон на карабинерите се премества от казармите Черная в замъка (наречен Главна казарма „Алфредо Серанти“), приемайки от 1977 г. името Първи батальон „Пиемонт".
Кралските апартаменти са реставрирани и отворени за обществеността през 1991 г. Кралският замък е една от Савойските кралски резиденции на Пиемонт, част от Списъка на ЮНЕСКО за световното културно и природно наследство от 1997 г.
На 5 април 2008 г. една от кулите е повредена от пожар, който засяга и Залата на Прокламацията от Монкалиери. Апартаментът на краля и кралицата, засегнати от пожара, остават затворени за посещение за целия период на реставрационните дейности, които приключват през 2017 г.
От 2014 г. батальонът е повишен в ранг Първи карабиниерски полк „Пиемонт“. От 2017 г. кралският замък, отново отворен за обществеността, е отчасти седалище на полка и отчасти се използва като постоянна изложба в знак на почит към принцеса Мария-Летиция Бонапарт.
Смятан за един от най-обитаваните от духове замъци в Италия, от 17 до 19 март 2017 г. той е домакин на първото издание на Международния фестивал на езотеризма.

## Структура
Сегашната структура на замъка е с формата на подкова, обърната на север, с четири мощни паралелепипедни ъглови кули. Страничните корпуси са пететажни, а тухлените стени са със здрави контрафорси. Две сгради, успоредни на страничните тела, създават два външни двора, използвани като конюшни и апартаменти за прислуга. Южната фасада е с изглед към малка италианска градина и има две цилиндрични кули, останки от старинния замък от 15 век. Оригинално е Белведере-то на северния вход.

## Парк
Английската градина се простира на хълма на около 10 хектара. Тя е обект на реставрационни дейности, които ще позволят възстановяването на растителния компонент и на сградите в парка, включително Cavallerizza (най-голямата савойска резиденция с нейните 1000 кв. м и чиято реставрация е завършена), Casa del Vignolante, кулата (Torre del Roccolo) и езерото с водни лилии.